# شمشیر و صلیب
شمشیر و صلیب (به انگلیسی: The Sword and the Cross) فیلمی ایتالیایی محصول سال ۱۹۵۸ و به کارگردانی کارلو لودوویکو براگالیا است. در این فیلم بازیگرانی همچون ایوان دکارلو، خورخه میسترال ، ماسیمو سراتو، روسانا پودستا، ماریو جیروتی، آندره‌آ آئورلی، فیلیپه هرسنت و جولیو باتیفری ایفای نقش کرده‌اند.

## داستان
گایو مارچلو، افسر برجسته‌ی رومی، به دستور امپراتور تیبریوس راهی یهودیه می‌شود تا با شورای مذهبی سَنهدِرین مذاکره کند. با دستور پونتیوس پیلاطس، او را دور از بندر قیصریه پیاده می‌کنند تا ورودش باعث تحریک افکار عمومی علیه فرماندار نشود. در مسیر حرکت به اورشلیم، مارچلو با گروهی از شورشیان به رهبری بارابا، که به‌تازگی کاروان مالیات‌های رومیان را غارت کرده‌اند، روبه‌رو می‌شود و آنان را شکست می‌دهد. در همین جریان، او زنی یهودی به‌نام مریم مجدلیه را نجات می‌دهد؛ زنی جذاب با گذشته‌ای پر رمز و راز، که به‌زودی رابطه‌ای عاشقانه میانشان شکل می‌گیرد.
مارچلو با رسیدن به قیصریه، شورشی دیگر را سرکوب می‌کند و در ضیافتی شبانه شرکت می‌جوید. در این میهمانی، مریم مجدلیه با رقصی اغواگرانه، یکی از پیروان مسیح را به چالش می‌کشد. اما پس از این شب پر هیاهو، مکاشفه‌ای الهی در دل او رخ می‌دهد. مریم، دگرگون‌شده و مشتاق پاکی، به معبد اورشلیم پناه می‌برد، اما گذشته‌اش او را رها نمی‌کند؛ مردم او را به اتهام بی‌حرمتی به مکان مقدس متهم کرده و در آستانه سنگسار قرار می‌دهند. فقط ظهور به‌موقع عیسی، ناجی او می‌شود.
در کشاکش احساسات میان عشق به مارچلو و ایمان به مسیح، مریم قیصریه را ترک می‌کند. با بازگشت او، خبر مرگ برادرش، لعازر، دلش را می‌شکند. اما نیایش خالصانه‌اش باعث می‌شود مسیح ظاهر شده و لعازر را از مرگ بازگرداند. در همین حال، انان، عضو حیله‌گر سَنهدِرین، با استفاده از خیانت یهودا، حکم بازداشت مسیح را صادر می‌کند و سربازان مارچلو او را دستگیر می‌کنند. مریم، مأیوس و مصمم، به دیدار بارابا می‌رود تا برای نجات مسیح یاری بجوید، اما مارچلو که با هدایت انان رد بارابا را زده، پناهگاهش را یافته و او را نیز بازداشت می‌کند.
در روز عید پاک، پیلاطس تصمیم نهایی را به مردم می‌سپارد تا بین عیسی و بارابا، یکی را ببخشند. جمعیت فریاد می‌زند: «بارابا!» پیلاطس دست‌هایش را به‌نشانه بی‌گناهی می‌شوید. بارابا، رهاشده و خشمگین، انتقام خود را از انان می‌گیرد و او را خفه می‌کند. عیسی، در میان چشمان اشک‌بار مریم مجدلیه و نگاه سنگین مارچلو، بر تپه‌ی جلجتا به صلیب کشیده می‌شود؛ رویدادی که نه‌تنها تاریخ، بلکه دل‌های آنان را برای همیشه دگرگون می‌کند.